# Tatsumi Kimishima
Tatsumi Kimishima (君島達己, Kimishima Tatsumi), nascut el 21 d'abril de 1950 a Tòquio, és el Conseller Delegat i President de Nintendo Co., Ltd. Va ser el president de Nintendo of America a partir del gener de 2002 succeint a Minoru Arakawa, fins al maig de 2006, quan Reggie Fils-Aime va prendre el seu lloc. Va ser ascendit a director general de Nintendo Co, Ltd a l'abril de 2013. El setembre de 2015 va ser nomenat President de Nintendo Co, Ltd. succeint a Satoru Iwata, que va morir al juliol de 2015.

## Biografia
Kimishima va entrar a Nintendo a través de The Pokémon Company, on va ser anomenat Cap de Finances el 2000, després d'estar treballant 27 anys com a banquer a The Sanwa Bank. Almenys dos anys després, el 2002, ell va ser elevat a President de Nintendo of America; ocupant el lloc deixat per Minoru Arakawa. Lloc que va ocupar fins al 2010, quan aleshores va ser promogut novament a Director Executiu de Nintendo of America i president de la Junta.
El 2013 Kimishima va pujar una altra vegada a la seva carrera, quan va ser triat per a integrar el Grup de Directors de Nintendo del Japó, i el President de Nintendo d'aleshores, Satoru Iwata, assumiria també la funció de Director Executiu de Nintendo of America. El setembre de 2015 va ser nomenat President de Nintendo Co, Ltd. succeint a Satoru Iwata, que havia mort el juliol de 2015. El juny de 2018, va cedir el seu lloc a Shuntaro Furukawa, i ell es mantindria com a assessor executiu.